# Lock Up
Lock Up est un supergroupe de grindcore britannique, originaire de Birmingham (West Midlands), en Angleterre. Le groupe est actuellement signé au label Listenable Records.

## Biographie
Lock Up est formé en 1998 comme projet parallèle par deux membres de Napalm Death (Shane Embury, basse; Jesse Pintado, guitare), et Nicholas Barker (batterie), à Birmingham (West Midlands), en Angleterre. Ils publient leur premier album studio, Pleasures Pave Sewers, en 1999, mettant en vedette Peter Tägtgren au chant. Lock Up entreprend une tournée européenne en 2000 avec le chanteur de The Crown, Tomas Lindberg, remplaçant Tägtgren. Le groupe joue avec Decapitated et Corporation 187. À cette période, Barker est également membre anonyme du groupe mexicain Brujeria. En 2002, ils publient leur deuxième album studio, Hate Breeds Suffering, qui fait participer le chanteur Tomas Lindberg. 
En août 2003, Tomas Lindberg et Nick Barker deviennent membres de session pour le premier concert de Nightrage au festival Göteborgs Kalaset en Suède. Le 27 août 2003, leur membre et guitariste Jesse Pintado décède à l'hôpital Erasmus MC aux Pays-Bas. En septembre 2003, Shane Embury, avec Mick Kenny (Mistress, Anaal Nathrakh), annonce la formation du label Feto Records. Nick Barker se joint à Testament en janvier 2007.
Un des dits derniers concerts du groupe s'effectue au Damnation Festival en 2009 avec Embury, Barker, Lindberg et un nouveau guitariste Anton Reisenegger des anglo-chiliens de thrash metal Criminel. Cependant, le groupe tourne encore aux alentours de 2010 et 2012. 
En février 2010, ils effectuent une mini-tournée aux États-Unis. Lock Up joue au Neurotic Deathfest en avril 2010 à Tilbourg, aux Pays-Bas. Le 3 décembre 2010, Lock Up publie une nouvelle chanson en huit ans, intitulée Life of Devastation sur MySpace. Le troisième album du groupe, Necropolis Transparent, est enregistré entre novembre et décembre 2010 aux HVR Studios d'Ipswich, en Angleterre, et fait participer Peter Tägtgren et Jeff Walker (Carcass, Brujeria). Il est annoncé le 1er juillet en Europe et le 12 juillet en Amérique du Nord par le label Nuclear Blast Records,. En 2013, le groupe publie un nouveau single intitulé Infinite in Its Nothingness.
En 2016, Lock Up signe un contrat avec le label Listenable Records, et annonce la sortie prochaine d'un album intitulé Demonization pour mars 2017. Le 9 décembre 2016, ils publient la chanson Mindfight, issue de Demonization.

## Membres

### Membres actuels
- Shane Embury – basse (depuis 1998)
- Nicholas Barker – batterie (depuis 1998)
- Anton Reisenegger – guitare (depuis 2006)
- Kevin Sharp – chant (depuis 2014)

### Anciens membres
- Peter Tägtgren – chant (1998–2002)
- Jesse Pintado – guitare (1998–2006)
- Tomas Lindberg – chant (2002–2014)

### Membres de tournée
- Barry Savage – guitare (2002)
- Danny Lilker – basse (2012)

## Discographie
- 1999 : Pleasures Pave Sewers
- 2002 : Hate Breeds Suffering
- 2005 : Play Fast or Die: Live in Japan (réédité 2007, album live)
- 2007 : Violent Reprisal (compilation)
- 2011 : Necropolis Transparent
- 2017 : Demonization
- 2021 : The Dregs of Hades